# Fritz Zulauf
Fritz Zulauf (19 d'abril de 1893 - Zúric, desembre de 1941) va ser un tirador suís que va competir a començaments del segle xx.
El 1920 va prendre part en els Jocs Olímpics d'Anvers, on disputà tres proves del programa de tir. Guanyà la medalla de bronze en dues de les proves disputades: les proves de pistola militar, 30 metres i pistola militar, 30 metres per equips; mentre en la de pistola lliure, 50 metres per equips fou novè.